# Vilhelm Mattson

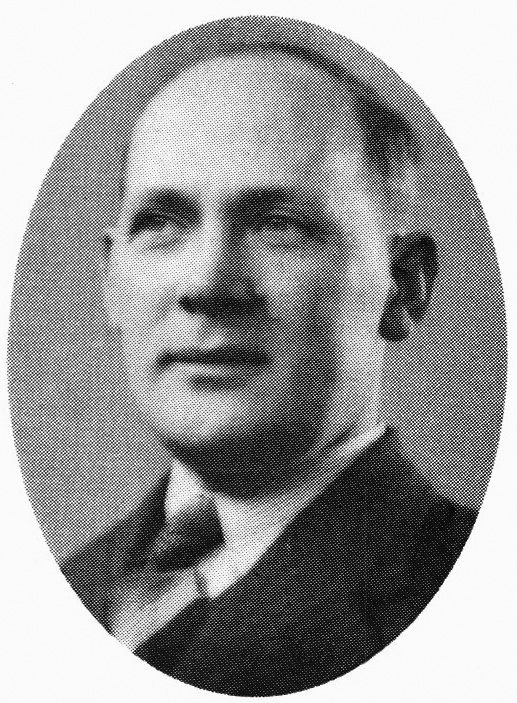
Vilhelm Mattson

Karl August Vilhelm Mattson, (folkbokförd Mattsson) född 13 september 1894 i Grebbestad, död 21 februari 1975 i Göteborg, var en svensk arkitekt.
Mattson tog examen vid Chalmers tekniska institut 1918 och fortsatte studierna vid Kungliga Tekniska Högskolan till 1921.
Han var anställd hos arkitekterna Hans och Björner Hedlund i Göteborg 1918, hos arkitekt Hakon Ahlberg i Stockholm 1919 innan han 1922 anställdes på arkitektfirman F O Peterson & Söner i Göteborg. Där ritade han bland annat AB Vin- och Spritcentralens lager och kontor på Hultmans holme, Svenska Handelsbanken i Kvarteret Frimuraren på Östra Hamngatan 25 (1928) och Skeppsbrohuset (1935). Vid Packhusplatsen ritade han Broströmia och Rederi Transatlantics hus tillsammans med Sven Steen. Han står bakom Sjömanskyrkan i Göteborg (1954) och Guldhedens studiehem (1955).

## Bilder

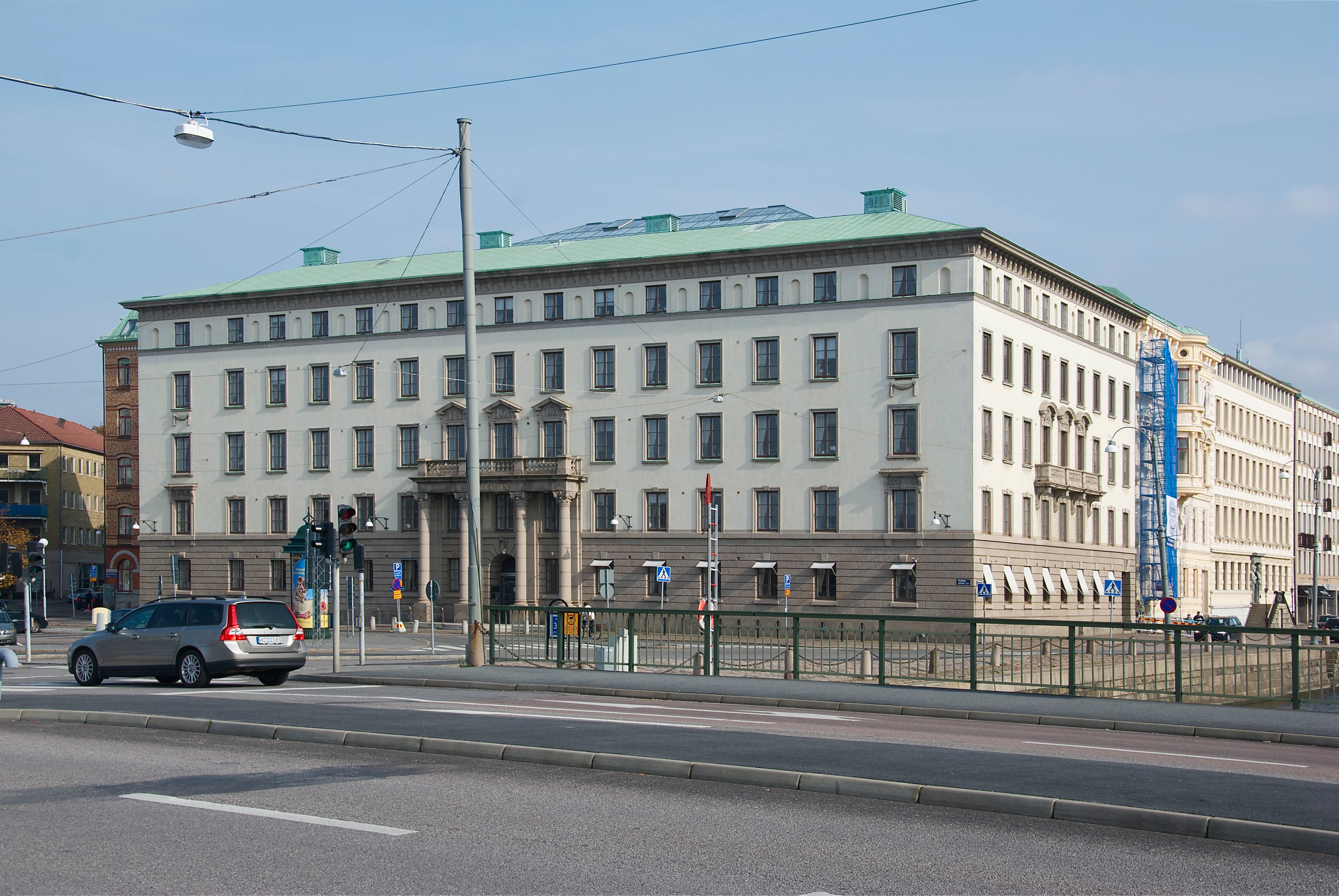
Broströmia
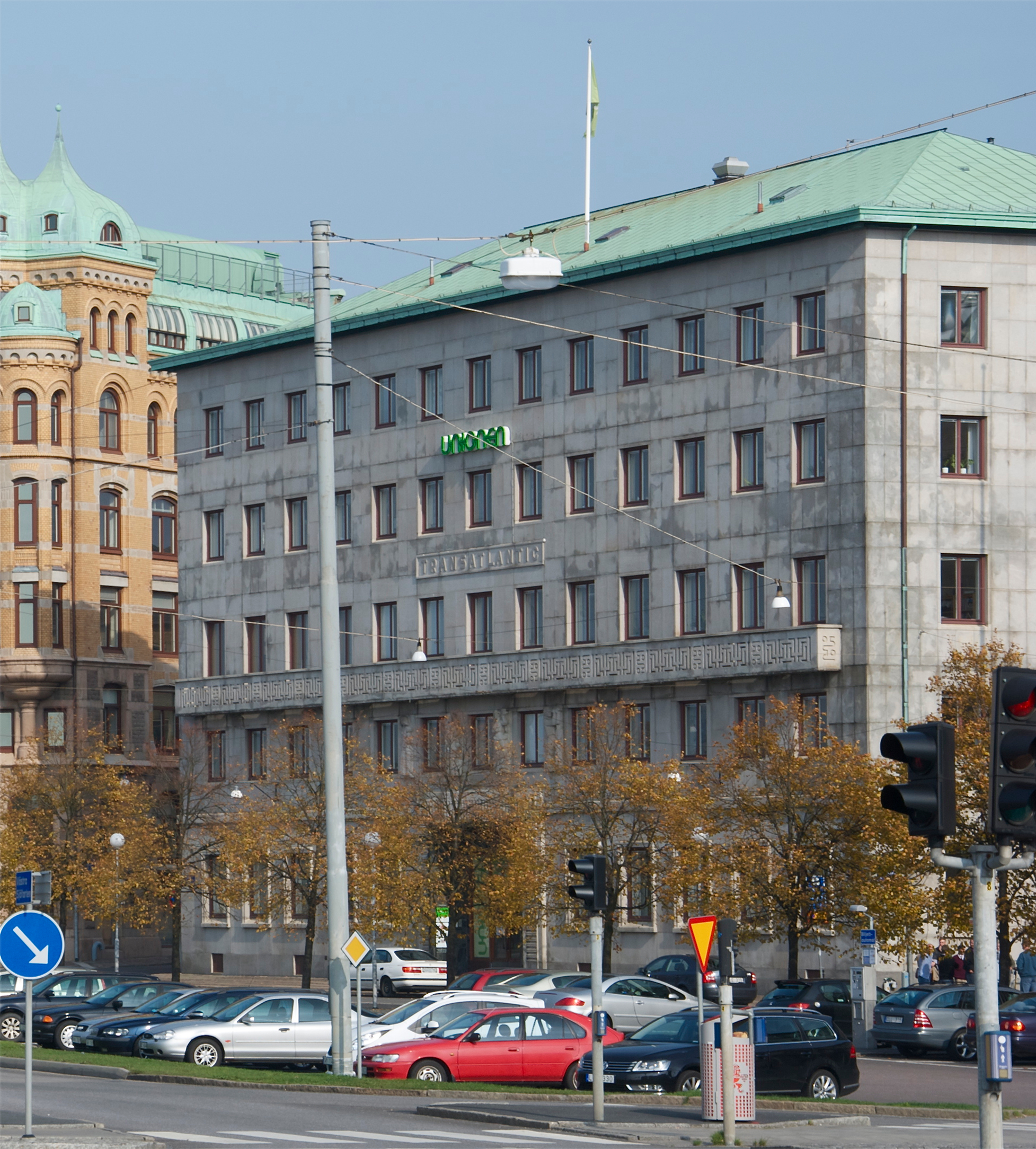
Transatlantic
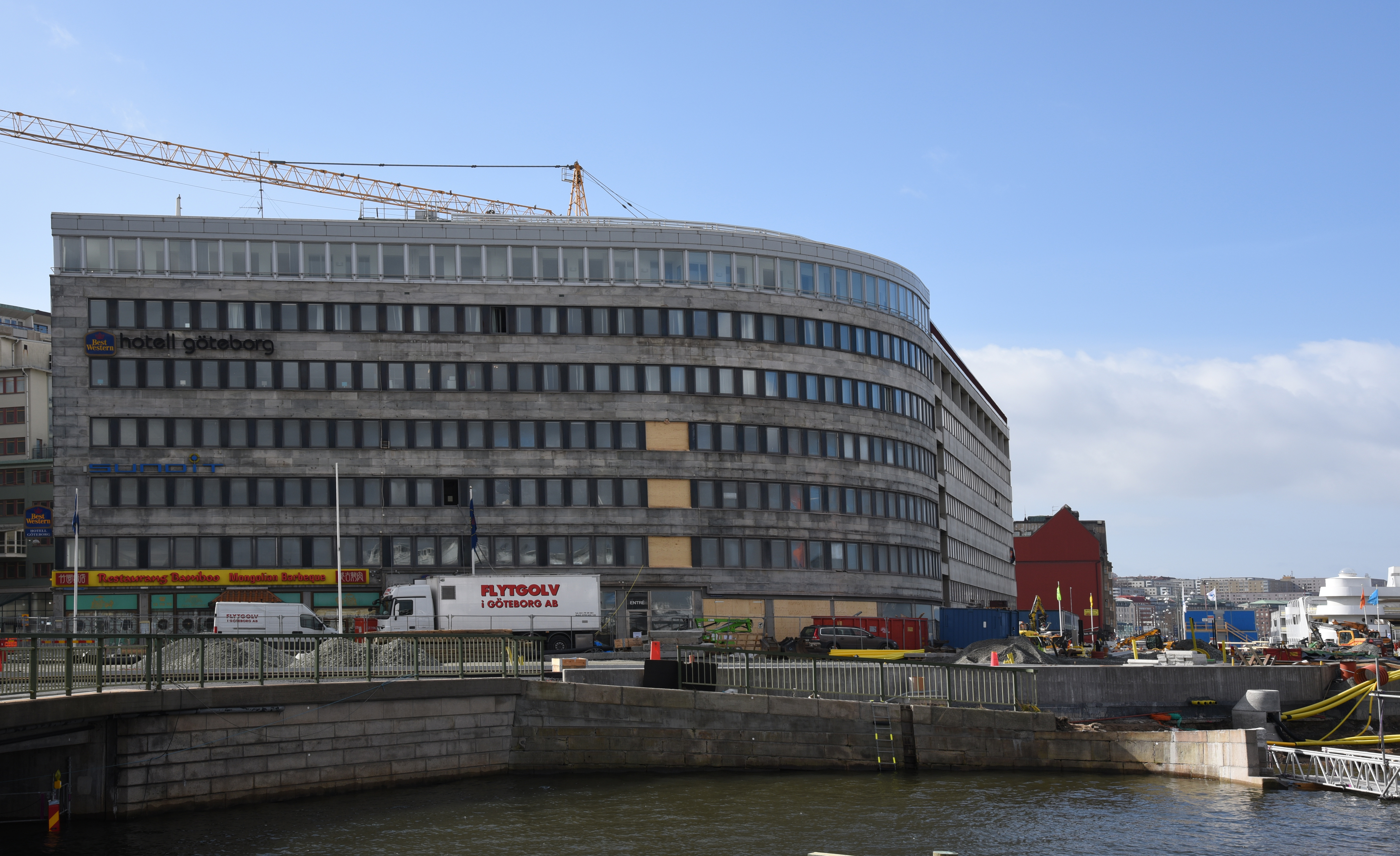
Skeppsbrohuset
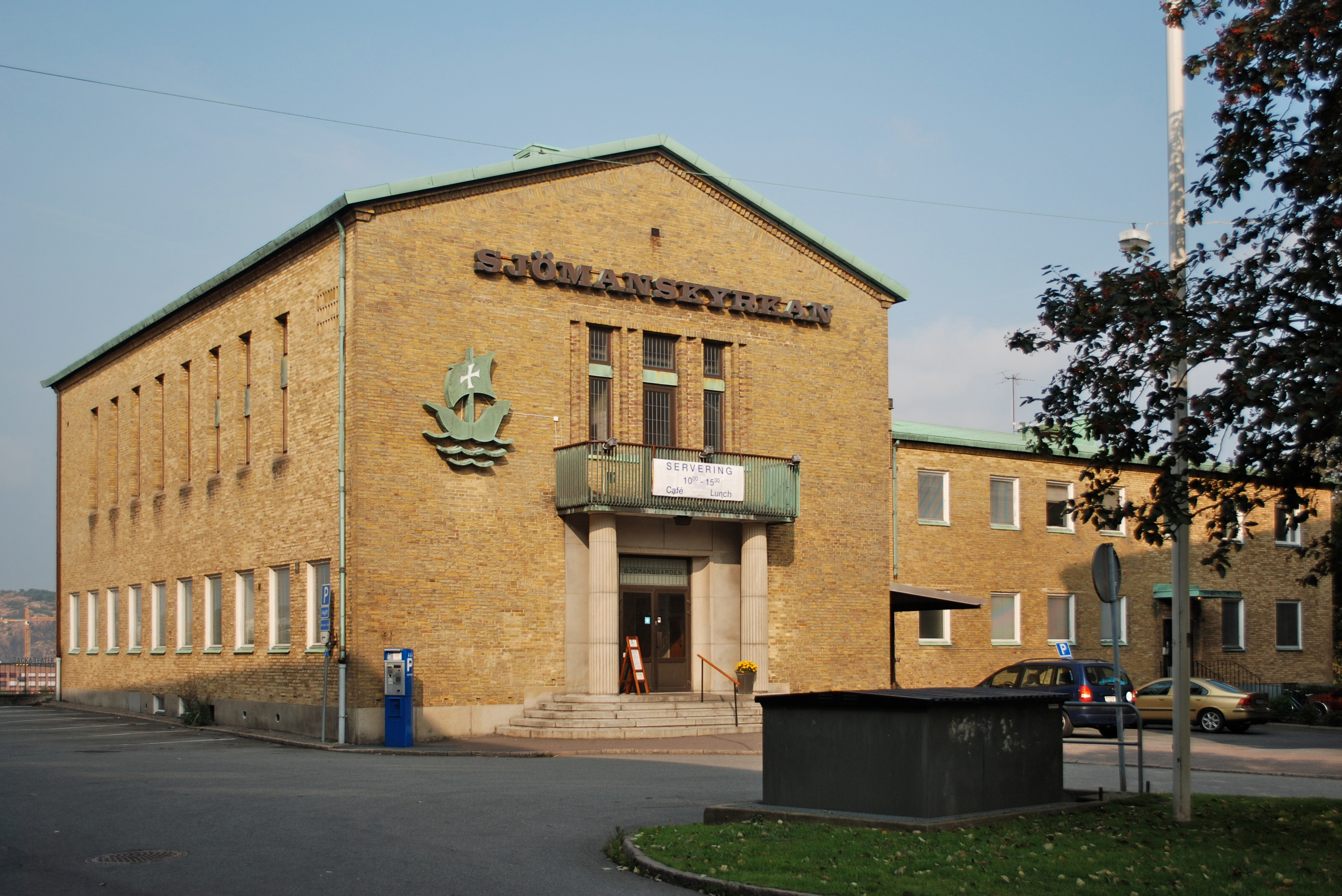
Sjömanskyrkan